# Juan Acevedo (historietista)
Juan Demetrio Acevedo Fernández de Paredes (Lima, 26 de noviembre de 1949) es un historietista peruano, célebre por su personaje "El Cuy".

## Biografía
Ingresó a la Pontificia Universidad Católica del Perú a estudiar Letras, posteriormente se cambió a la Universidad Nacional Mayor de San Marcos donde estudió Historia del Arte.
Desde 1969, ha creado historietas, caricaturas y viñetas de humor gráfico, que han sido publicadas por las principales revistas y diarios del Perú: Caretas, Oiga, La Crónica, Expreso, Última Hora, Correo, El Comercio, Marka, Vaca Sagrada, Monos y Monadas, Collera, La Calle, El diario de Marka, El Observador, El Búho, El Idiota Ilustrado, El Zorro de Abajo, La Razón, ¡No! (suplemento de la revista Sí), El Mundo y Somos. Algunas de esas series dieron lugar luego a los libros.
En los años 70 se expande la historieta alternativa, ideológica, de izquierda. Juan Acevedo es uno de los capitanes de este rumbo, pero con una diferencia, si otro compañero hace historietas, Juan además enseña a hacerlas.
Fue profesor de historia del Arte en las Universidades donde había estudiado (1971-72). Conservador en el Museo de Arte y de Historia del UNMSM (1972-73) y Director de la Escuela Regional de Bellas Artes de Ayacucho (1974-75). En 1973, trabajó en el Instituto Nacional de Cultura como jefe de Coordinación Académica de la Dirección Técnica de Formación Artística.
En agosto de 1975, llega al Centro de Comunicación Popular de Villa El Salvador y el 26 de noviembre de ese año edita el primer número de Piola, la revista del taller de historietas de ese centro.
En 1978, Juan Acevedo publicó Para hacer historietas libro reeditado y traducido numerosas veces, y el primero de su clase escrito en lengua castellana; Libro - Bandera, Libro - Insignia, al que han subido ciento de talleres de historieta popular en América Latina, miles y miles de niños, de estudiantes, de pobladores de barriadas, llevados por el mismo en un viaje hacia la conquista del territorio de la imagen y la palabra. Según cuenta el autor, a la semana de estar en librerías, la obra fue requisada por el gobierno militar. En persona, Juan ha dirigido una docena de talleres y organiza redes de historieta popular en América Latina. Ese mismo año participó en el relanzamiento de la revista Monos y monadas.
En noviembre de 1979 publicó el primer episodio de El Cuy en La Calle. El «Cuy» es una muestra más de su espontáneo ingenio y humor expansivo (su personaje tiene todo el reconocimiento internacional, el Cuy fue recientemente objeto de estudio en la universidad de Tempe, Arizona). Pero no solo del Cuy vive el hombre, Juan Acevedo ha engendrado historietas tan variadas como memorables, reconocidas alrededor del mundo como joyitas de los que algunos llaman el noveno arte.
En 1980 viajó a Italia para hacer una exposición en el Festival de Lucca y a España para visitar la editorial Popular. En 1981 salió la primera edición española de "Para hacer historietas", que llegó a tener cinco ediciones hasta 1992, además de traducciones al alemán y portugués..
En 1997 fue nombrado profesor honorífico de la Universidad de Alcalá, Institución que espera consagrar el premio "Quevedo", para los dedicados al humor gráfico. Han sido con anterioridad profesores honoríficos, los argentinos Quino y Fontanarosa, entre otros.
A partir de septiembre de 2008, Acevedo resucitó al "Cuy", su personaje más icónico. Desde entonces lo publica como una tira diaria en el blog El Diario del Cuy, donde una nueva generación de lectores está redescubriendo un personaje entrañable cuyos libros habían desaparecido de circulación desde la década de los 90.
Actualmente, publica en el Diario Peru21 los días viernes tiras de humor político dentro del suplemento de "El Otorongo" y los sábados aparece su afamada tira "Love Story" una parodia de sombras chinescas sobre la política nacional.

## Legado e influencia
En Bolivia, el programa de reforma educativa eligió una de sus historietas titulada Tupac Amaru como material de lectura para los miles de niños de todas las escuelas primarias. Allá van por la cuarta edición, mientras que en el Perú, su país natal, el Ministerio de Educación desestimó ese mismo proyecto cuando fue presentado en su debida oportunidad. Finalmente, en un artículo producto del diálogo entre Hélard Fuentes y Juan Acevedo, el historiador arequipeño manifestó lo siguiente: "Juan Acevedo es el vivo reflejo de la perseverancia, la comprensión, la expresión social, y el equilibro que percibimos en las figuras pacientemente configuradas en el plano idílico de los diferentes aspectos de la vida cotidiana, proyectan a un artista que nos habla de lo humano, del encuentro con nosotros mismos, de ser localistas sin oponernos a lo universal. Un artista que utiliza los medios tradicionales y digitales en su oficio y que por ello se hace llamar “tradigital”.
En 2024 fue conmemorado con el premio de la Casa de la Literatura Peruana. Sin embargo, la ceremonia se pospuso de forma indefinida por problemas de «formalización» por parte del Gobierno de Dina Boluarte. La exdirectora de la institución, Karen Calderón, quien entregó el premio, denunció que la postergación coincidió con la publicación de una historieta sobre las muertes durante las protestas contra el gobierno de Dina Boluarte, dibujada por el galardonado.

## Listado de historietas
- Para hacer historietas (1978)
- Paco Yunque (1979)
- ¡Hola Cuy! (1981)
- Aventuras del Cuy (1982)
- Ciudad de los Reyes (1983)
- Tupac Amaru (1985)
- Luchín González (1988)
- Piolita (1989)
- Aventuras del Cuy - Edición cubana (1990)
- Cuy in München (1990)
- La Convención de los Derechos de la Mujer (1995)
- La Historia de Latinoamérica desde Los Niños (1995)
- Los Niños de Cualquiera (1997)
- Pobre Diablo y otros cuentos (1991)
- Los niños primero (2005)
- El Diario del Cuy (publicación virtual, 2008)
- La Araña No (2009)
- El Cuy: Todas sus aventuras (2009)
- El Cuy Tira (2011)